# Oncotylus guttulatus
Oncotylus guttulatus är en insektsart som beskrevs av Philip Reese Uhler 1894. Oncotylus guttulatus ingår i släktet Oncotylus och familjen ängsskinnbaggar. Inga underarter finns listade i Catalogue of Life.